# 状況学習
状況学習（じょうきょうがくしゅう、英: Situated learning）は、実践共同体の中での学習モデルとして、ジーン・レイブとエティエンヌ・ウェンガーによって最初に提案された。単純化すれば、状況学習は、まさにその学びが適用されている文脈の中で起こる学びである。Lave & Wenger(1991)は、学習を、単にある個人から別の個人に抽象的で文脈から切り離された知識が伝達されるものとして捉えるのではなく、知識が共同構築される社会的過程として捉えるべきであると主張する。そのような学習は、特定の文脈を持つ状況と、特定の社会的・物理的な環境の中に埋め込まれたものである。